# Prinsesstårta
En prinsesstårta är en tårta gjord av tårtbotten, vispad grädde och vaniljkräm, samt överdragen med marsipan. Ofta förekommer också ett lager sylt, även om det saknas i originalreceptet. Marsipanöverdraget är vanligtvis grönt med ett tunt lager florsocker ovanpå och tårtan dekoreras ofta med en röd marsipanros eller liknande, medan originalöverdraget istället hade färgad mandelmassa.
Tårtan har burit flera olika namn och förekommer i olika varianter, som prinstårta med gult marsipanöverdrag eller operatårta med rött eller rosa marsipanöverdrag. En bit prinsesstårta kallas ibland prinsessbakelse.

## Historia

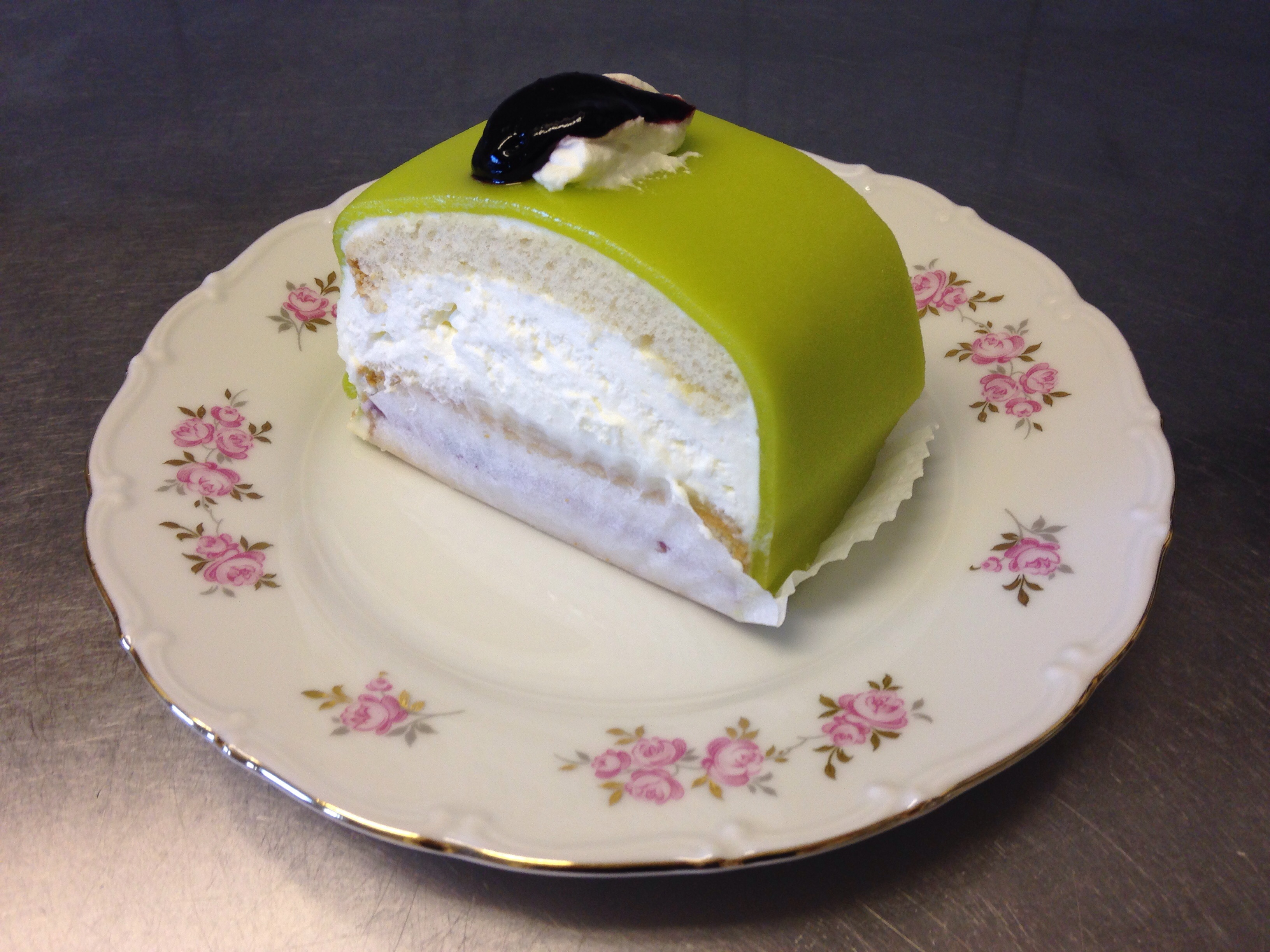
En bit prinsesstårta.

Namnet prinsesstårta på olika sorters bakverk har förekommit sedan slutet av 1800-talet, men avsåg andra recept. Redan 1884 omskrivs en prinsessbakelse i Mathilda Langlets bok Husmodern i staden och på landet. Äldsta belägg för namnet prinsesstårta är en annons publicerad julen 1893 i Smålandsposten och i början av 1900-talet förekom det annonser i många svenska tidningar för jultårta, där bland annat prinsesstårta nämns. År 1901 publicerade tidningen Dagen ett recept på prinsessbakelse med smak av mandel och bittermandel. och 1924 publicerade Svenska Dagbladet ett recept på prinsesstårta, vilket var en gräddtårta med mandelkräm garnerad med rostad sötmandel och pistagenötter.
Åren 1934–1935 gjordes reklam i flera Stockholmstidningar för Norrmalms prinsesstårta och till fars dag i november 1935 gjorde Konsum reklam för en prinsesstårta med sockerkaksbotten och gräddkräm överdragen med marsipan.
Första publicerade receptet i en kokbok för det som idag kallas prinsesstårta, fast med överdrag av färgad mandelmassa och utan sylt, förekommer i Prinsessornas nya kokbok från 1948 som sammanställdes av hushållsläraren Jenny Åkerström. Åkerström undervisade flickor på Östermalm i Stockholm och hade bland sina elever haft prinsessorna Margaretha, Märtha och Astrid, döttrar till prins Carl och prinsessan Ingeborg av Danmark. I boken kallas tårtan grön tårta. 

## Namn och varianter
Prinsesstårta har historiskt sett eller i varianter kallats grön tårta, regenttårta och operatårta.
Varianter med andra färger på marsipanöverdraget kan få namn som prinstårta, och ibland Carl Gustaf-tårta med gult marsipanöverdrag. En groda är en bakelse som (förutom lite smörkräm) är ett slags mindre prinsesstårta dekorerad så att den liknar ett grodansikte, där ett snitt i marsipanen blir till mun.
Varianter med sylt i det undre lagret kallas ofta för operatårta.
En teori till att tårtan kallas prinsesstårta är att prinsessorna, som hushållsläraren Jenny Åkerström undervisade, skulle ha varit speciellt förtjusta i den. En annan teori är kopplingen till prinsessmandel, som under andra hälften av 1800-talet och första halvan av 1900-talet salufördes som den finaste mandelsorten.

## Temavecka

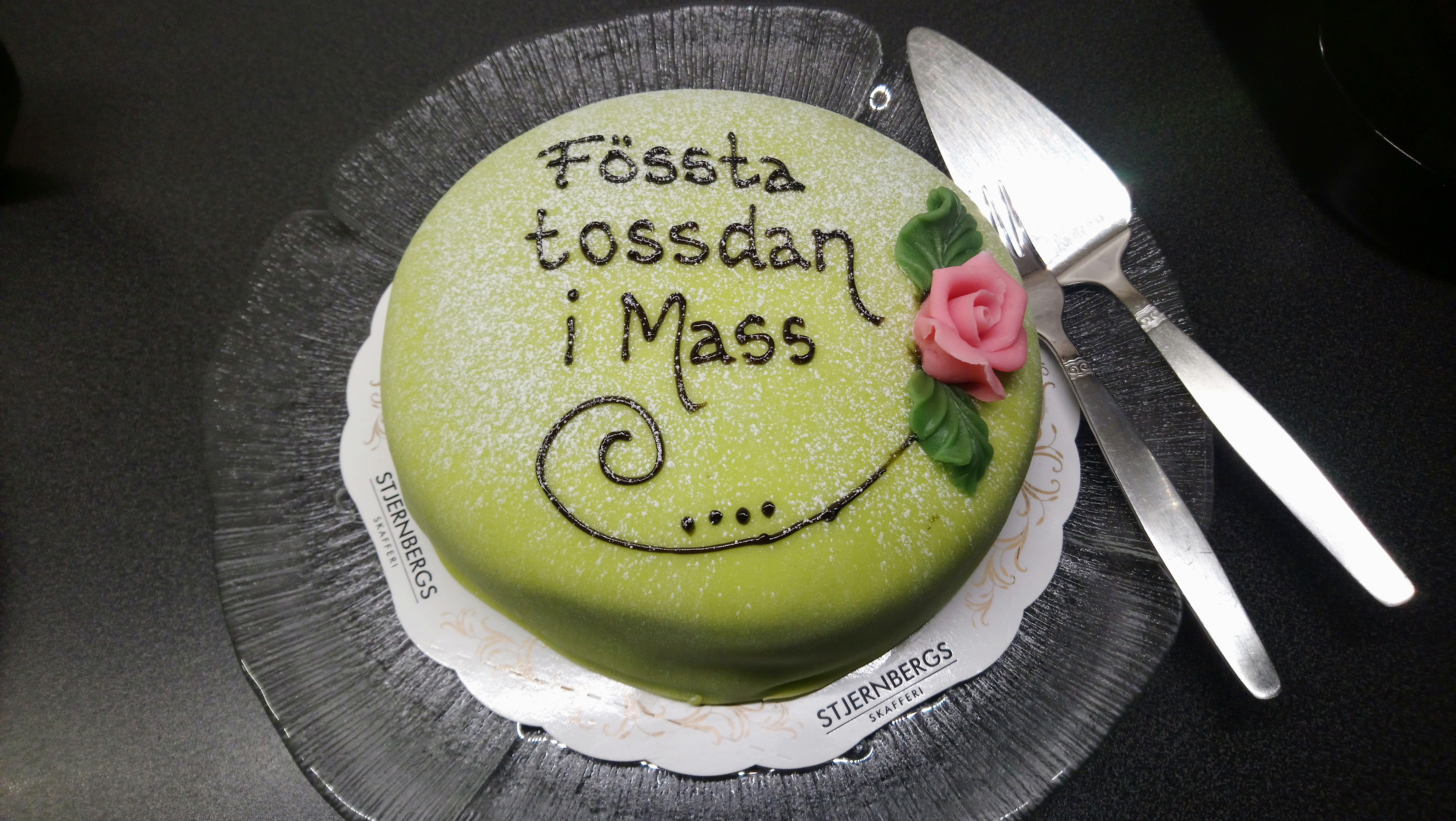
Marsipantårta dekorerad med texten ”Fössta tossdan i mass”.

Sedan 2004 marknadsför organisationen Sveriges bagare & konditorer sista veckan i september som "Prinsesstårtans vecka".
Första torsdagen i mars har blivit ett begrepp, främst i Småland där man äter prinsesstårta just denna dag. Detta för att första torsdagen i mars är Smålands inofficiella nationaldag, och för att hedra dialekten småländska kallas den "fössta tossdan i mass".

## Förvaring
Prinsesstårta innehåller grädde och kan förvaras i kylskåp i flera dygn, eller frysas. Florsockret smälter när det blir fuktigt. För att förhindra det kan man använda fuktbeständigt florsocker eller pudra på det precis innan leverans eller servering.